# Trefl
Trefl е полска компания, занимаваща се с производство на пъзели, бордови игри и играчки. Това е една от водещите компании за производство на пъзели в Европа и най-голямата в Полша. Седалището на фирмата се намира в Гдиня, а бизнесът води началото си от Сопот.
Компанията е създадена през 1985 година от Казимеж Вежбицки и се занимава с производство на пъзели. По това време е първият производител на пъзели в страната. През 1989 година компанията получава възможността и да изнася продукцията си. От 1991 година „Уолт Дисни Къмпани“ е най-важният лицензионен партньор на Trefl. През 2004 година компанията започва да произвежда и 3D пъзели. В момента произвежда 20 милиона продукта годишно, които се изнасят в над 50 страни. Компанията също така извършва поръчково производство за други издатели на игри. Основният капитал се равнява на 2 5812 800 злоти. В допълнение към Disney, Trefl придобива и лицензи от Hasbro и Mattel.

## Спонсорство
Основателят на компанията Казимеж Вежбицки е известен като спортен фен и треньор по баскетбол, ски и волейбол. През 1995 година основава отбора Trefl Sopot с мъжки баскетболен отбор, както и мъжки и женски волейболен отбор.